# Sauce Duchambais
La sauce Duchambais est une spécialité bourbonnaise. C'est une sauce onctueuse dont le principe est d'associer vinaigre, échalotes et crème fraîche.
Cette sauce peut accompagner tous les rôtis : bœuf, veau, porc, lapin, canard, lièvre, chevreuil.
La recette la plus connue est le canard à la Duchambais.